# Gamme dynamique

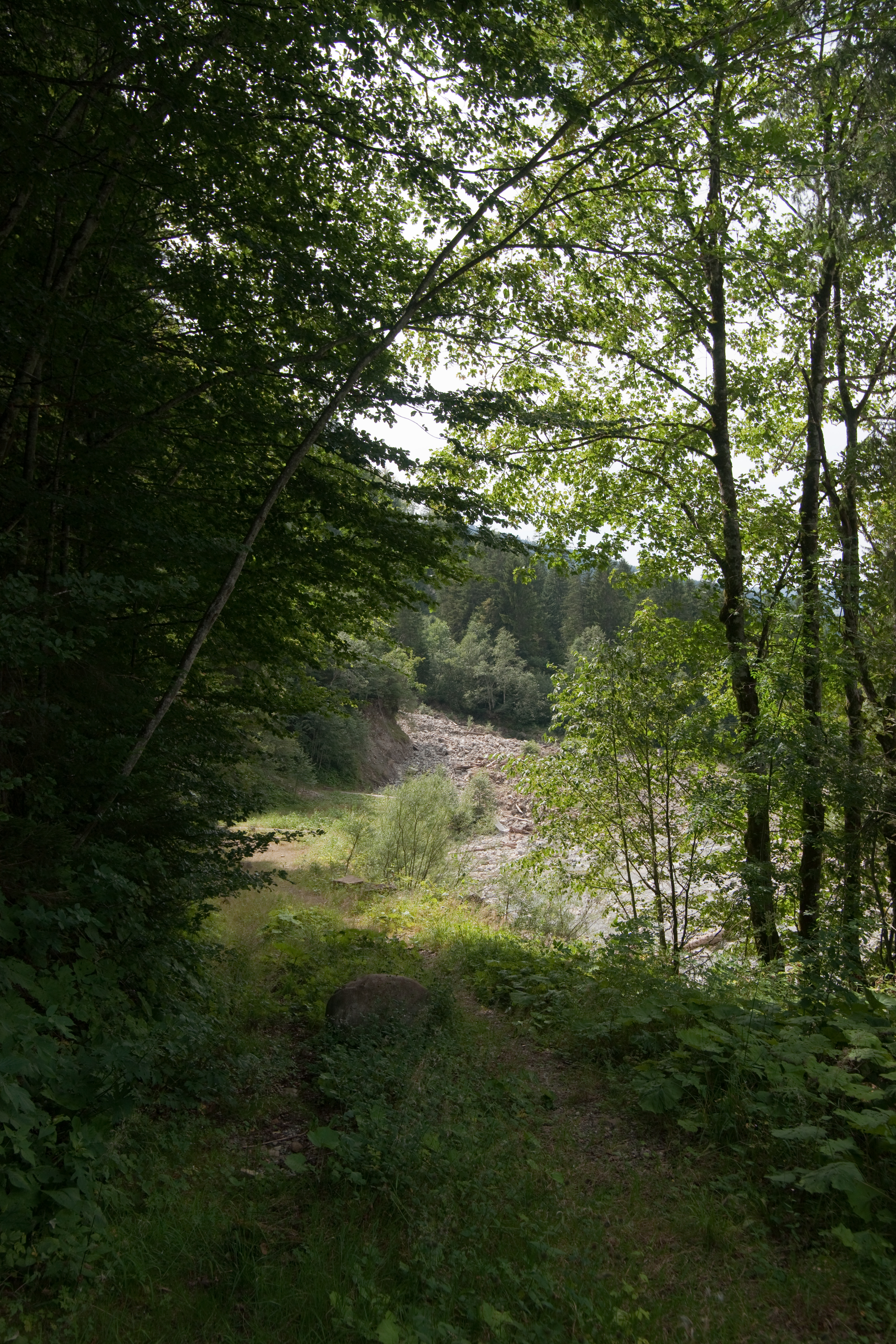
La Singine froide dans le canton de Berne en Suisse.

La gamme dynamique, ou plage dynamique ou simplement dynamique est le rapport de la plus grande à la plus petite valeur d'une grandeur. Cette grandeur peut caractériser l'intensité d'un son ou d'une lumière. Elle est mesurée par une valeur logarithmique en base 10 (décibels) ou en base 2 (bits ou « diaphs »).
En photographie, le terme décrit le rapport entre l'intensité lumineuse la plus élevée et l'intensité la plus faible qu'un appareil photographique peut capturer.
En télévision, il s'agit du rapport entre l'intensité lumineuse la plus élevée et l'intensité la plus faible qu'un écran ou un moniteur peut afficher ou du rapport entre l'intensité lumineuse la plus élevée et l'intensité la plus faible d'une vidéo en format numérique.
En traitement du signal (typiquement en électronique) la dynamique caractérise par métonymie l'étendue relative du changement d'un phénomène. La dynamique d'une grandeur est le rapport de ses valeurs maximale (souvent correspondant à la limite de saturation d'une dispositif pour un signal électrique) et minimale, correspondant à la limite de résolution de la source. La dynamique est dénuée d'unité physique puisqu'elle représente un rapport de 2 grandeurs de même nature. Elle peut s'exprimer en décibels (dB), notamment pour la dynamique sonore, par soustraction entre la valeur la plus élevée et la plus basse, en diaphragmes pour la photographie (« deux diaphragmes » correspond à un facteur 2).
En numérique, la dynamique est nécessairement inférieure au nombre de valeurs discrètes que peut prendre une valeur ; si ce n'était pas le cas, il y aurait de la distorsion, particulièrement à faible niveau. Pour éviter cette distorsion, on ajoute parfois un peu de bruit (dither). Par exemple, la dynamique d'un signal audionumérique est le plus souvent de 14 bits enregistrés sur 16 bits sur les enregistrements grand public.